# 톄산강구
톄산강구(한국어: 철산항구, 중국어: 铁山港区, 병음: Tiěshāngǎng Qū)는 중국 광시 좡족 자치구 베이하이 시의 현급 행정구역이다. 넓이는 394km2이고, 인구는 2007년 기준으로 160,000명이다.

## 행정 구역
3개 진을 관할한다.
- 진: 南康镇, 营盘镇, 兴港镇.